# Джаліль Леспер
Джалі́ль Леспе́р (фр. Jalil Lespert; нар. 18 вересня 1976, Париж, Франція) — французький актор, режисер та сценарист.

## Біографія
Джаліль Леспер народився 18 вересня 1976 року у Парижі в сім'ї актора Жана Леспера. Мати була арабсько-алжірського походження, працювала адвокатом. До початку соєї акторської кар'єри за наполяганням матері вивчав юриспруденцію.
У 1995 році Леспер дебютував як актор у короткометражній стрічці Лорана Канте «Пляжні ігри», де він працював на знімальному майданчику разом зі своїм батьком. У 1999 році зіграв першу головну роль у французькій мелодрамі Жака Мейллота «Наші щасливі дні». Популярність актор здобув завдяки головній ролі у стрічці Лорана Канте «Людські ресурси» (1999). За роль у цьому фільмі Леспера було удостоєно премії «Сезар» в номінації «Найперспективніший актор» та Премії Люм'єра.
З 2000 року виступив як режисер-постановник і сценарист. Найвідоміша режисерська робота Джаліля Леспера — фільм «24 заходи» (2007).
У 2011 році Джаліль Леспер поставив детективну драму «Зустрічний вітер» з Бенуа Мажимелем та Ізабель Карре у головних ролях. У 2013 відбулася прем'єра його біографічної драми про життя знаменитого модельєра «Ів Сен-Лоран» з  П'єром Ніне у головній ролі, за яку він отримав у 2015 році Премію «Сезар»у як найкращий актор.

## Приватне життя
Джаліль Леспер одружений з французькою актрисою і Міс Франції Сонею Ролланд, з якою виховує дочку.

## Фільмографія
Актор
| Рік  |    | Українська назва                       | Оригінальна назва                         | Роль            |
| ---- | -- | -------------------------------------- | ----------------------------------------- | --------------- |
| 1995 | кф | Пляжні ігри                            | Jeux de plage                             | Ерік            |
| 1997 | ф  |                                        | Les sanguinaires                          | Стефан          |
| 1998 | кф |                                        | Le centre du monde                        |                 |
| 1999 | ф  | Наші щасливі життя                     | Nos vies heureuses                        | Етьєн           |
| 1999 | ф  | Людські ресурси                        | Ressources humaines                       | Франк           |
| 1999 | ф  | Значний безлад                         | Un dérangement considérable               | Лорен           |
| 2000 | ф  | Сад                                    | Sade                                      | Огюстен         |
| 2001 | ф  | Пока, красуня                          | Bella ciao                                | Орест Манчіні   |
| 2001 | ф  | Хай живе неділя                        | Inch'Allah dimanche                       | водій автобуса  |
| 2002 | ф  | Ідол                                   | L'idole                                   | Філіпп          |
| 2002 | ф  | Життя мене вбиває                      | Vivre me tue                              | Даніель Смайл   |
| 2003 | кф | Едіп-(Н+1)                             | Oedipe - [N+1]                            | Томас Стейнер   |
| 2003 | ф  | Дилетанти                              | Les amateurs                              | Жамель          |
| 2003 | ф  | Тільки не в губи                       | Pas sur la bouche                         | Шарль           |
| 2004 | кф | Болоко                                 | Boloko                                    | Стен            |
| 2004 | ф  | Природний ворог                        | L' Ennemi naturel                         | лейтенант Луель |
| 2005 | ф  | Той, що прогулюється по Марсовому полю | Le promeneur du champ de Mars             | Антуан Моро     |
| 2005 | ф  | Віржіль                                | Virgil                                    | Віржиль         |
| 2005 | ф  | Молодий лейтенант                      | Le petit lieutenant                       | Антуан Деруе    |
| 2006 | ф  | Подорож у Вірменію                     | Le voyage en Arménie                      | Сімон           |
| 2006 | ф  | Не кажи нікому                         | Ne le dis à personne                      | Яель Гонсалес   |
| 2008 | ф  | Клоун                                  | Pa-ra-da                                  | Міло            |
| 2009 | ф  | Лінії фронту                           | Lignes de front                           | Ентоні          |
| 2009 | с  | Нічний Пігаль                          | Pigalle, la nuit                          | Тома            |
| 2011 | ф  | Історія Жино                           | Chez Gino                                 | дядько Джованні |
| 2011 | ф  | Нечутне торкання                       | Un baiser papillon                        | Поль            |
| 2011 | ф  | Любов і садна                          | Love and Bruises                          | Джованні        |
| 2012 | тф | Тисяча й одна ніч                      | Le mille e una notte: Aladino e Sherazade | Омар            |
| 2013 | ф  | Ланди                                  | Landes                                    | Чоміна Ібан     |
| 2013 | ф  |                                        | Post partum                               | Улісс           |
| 2014 | ф  | Знесилившись                           | De guerre lasse                           | Алекс           |
| 2015 | ф  | Найкращий урожай                       | Premiers Crus                             | Шарлі Марчано   |
| 2016 | ф  | Іріс                                   | Iris                                      | Антуан Доріо    |
| 2016 | ф  | Сирота                                 | Orpheline                                 | Даріус          |
| 2023 | ф  | Безмежний басейн                       | Infinity Pool                             | Албан           |

Режисер та сценарист
- 2005: Назад / De retour — короткометражка
- 2007: 24 заходи / 24 mesures
- 2011: Зустрічний вітер / Des vents contraires
- 2013: Ів Сен Лоран / Yves Saint Laurent

## Визнання
З січня 2015 року Джаліль Леспер є кавалером французького Ордена Мистецтв та літератури.
| Рік  | Нагорода                                                        | Категорія                        | Фільм                                                 | Результат |
| ---- | --------------------------------------------------------------- | -------------------------------- | ----------------------------------------------------- | --------- |
| 1999 | Кінофестиваль «Актори кіно» (Франція)                           | Приз Мюзідори найкращому актору  | Bonne resistance a la douleur(фр.) (короткометражний) | Перемога  |
| 1999 | Міжнародний кінофестиваль в Ам'єні (Франція)                    | Найкращий актор                  | Людські ресурси                                       | Перемога  |
| 2000 | Кінофестиваль у Кабурі                                          | Найкращий актор                  | Життя мене вбиває                                     | Перемога  |
| 2000 | Міжнародний кінофестиваль фільмів про кохання в Монсі (Бельгія) | Найкращий актор                  | Значний безлад                                        | Перемога  |
| 2001 | Премія «Сезар»                                                  | Найперспективніший актор         | Людські ресурси                                       | Перемога  |
| 2001 | Премія «Люм'єр»                                                 | Найперспективніший актор         | Людські ресурси                                       | Перемога  |
| 2001 | Золота зірка кіно                                               | Найкращий дебют у чоловічій ролі | Людські ресурси                                       | Перемога  |